# 겨울새 (2007년 드라마)
《겨울새》는 2007년 9월 15일부터 2008년 3월 2일까지 방영된 문화방송 주말 특별기획 드라마이다. 40%의 시청률을 기록했던 1992년 SBS 아침연속극 겨울새를 고쳐 만든 작품으로, 김수현의 동명 소설을 원작으로 하고 있다.

## 기획 의도
- 주위의 반대 때문에 첫사랑과 헤어지고 엉뚱한 남자와 결혼한 여자가 못된 시어머니를 만나 고생하게 되는 이야기
- 자신의 절망과 싸우며 상처를 자가 치유해가는 한 여자를 통해, 인간의 운명과 정체성에 대한 깊은 의문을 조명해보는 21세기 인형의 집의 노라 이야기

## 등장 인물

### 주요 인물
- 박선영 : 박영은 역

운명의 바람 앞에 홀로 선 겨울새 같은 여자. 디자인을 전공하여 가구 디자이너로 일하고 있다. 부모를 잃고 아버지의 선배이자 고객이었던 정회장의 집에서 얹혀 살았다. 필요 이상의 주제파악 증세를 지니고 있어 도현을 사랑하나 겉으로 드러내지 않는다. 지홍과 약혼하였으나 파혼한 후, 경우와 결혼한다. 강 여사와 고부 갈등을 겪은 후 이혼한. 도현의 부모님의 반대에도 도현과 사랑의 결실을 맺고 결혼하여 아이를 낳는다.
- 이태곤 : 정도현 역

정회장 아들. 결혼만큼은 정말 사랑하는 여자와 하겠다는 남자. 매사에 확실하고 외골수이다. 영은을 사랑하지만 부모의 강력한 반대에 부딪쳐 어쩔 수 없이 영은을 포기한다. 공부를 하러 상해에 간 사이 영은이 결혼을 하게 되자, 귀국 후 자신이 무책임했다는 것을 깨닫는다. 결혼 후 불행한 영은을 사랑으로 보호하려 한다. 영은이가 이혼하자, 부모를 설득하여 끝내 영은과의 결혼 승낙을 얻는다.
- 윤상현 : 주경우 역

영은의 남편. 일류대 피부과 레지던트. 겉으로는 예의 바르고 부드럽고 착해보인다. 내성적인 지독한 마마보이이자 다중인격자로 어머니의 꼭두각시 역할을 한다. 본성은 여리고 착하나, 어머니에게 길들여져 자기 주장을 펴지 못하고 비틀려 있다. 영은을 좋아하나, 어머니의 요구를 거절하지는 못하고 욕구 불만이 터지면 광폭하게 돌변도 한다.

### 강 여사 댁 사람들
- 박원숙 : 강 여사 역

경우의 어머니. 가난한 미혼모로 버림을 받은 후 홀로 경우를 키워 아들에 대한 병적인 집착을 하고 있다. 시장 일수놀이를 시작으로 큰 부자가 되었다. 간교하며 재물에 대한 과도한 욕심과 인색함을 동시에 지닌 무서운 여자. 영은을 며느리로 들여 정회장 일가로부터 한몫 챙기려 하지만 계산대로 안되자 혼전 파혼을 트집 잡아 내쫓으려 한다.
- 정한헌 : 최 기사 역

강 여사의 운전 기사이자 고향의 먼 조카벌. 강 여사에게 돈을 빌려 음식점을 하다 망하고 대신 기사 노릇을 하고 있다. 너무 착하여 인천댁에게 매일 잔소리를 듣고 산다.
- 방은희 : 인천댁 역

최 기사의 처. 남편의 빚갚음을 위해 마지못해 강 여사의 집으로 들어왔으며 영은이 딱해서 더 머물게 된다. 남편을 원망하면서도 맛있는 것은 몰래 챙겨 먹이기 바쁘다.

### 정 회장 댁 사람들
- 장용 : 정 회장 역

도현의 아버지. 강단 있으면서도 배려가 깊은, 그릇이 큰 사람이다. 고아가 된 영은을 데려와 친딸 못지 않은 사랑으로 키우지만 며느리감으로는 반대한다. 그러나, 영은의 행복을 위해서는 누구보다 최선을 다한다. 결국 도현이 영은과 결혼하겠다고 할 때에도 아내를 설득하여 허락한다.
- 윤미라 : 이 여사 역

후덕하고 차분하고 속 깊은 성격으로 정 회장의 완벽한 내조자이다. 도현에게서 영은을 떼어놓기 위해 영혼의 결혼을 서두르지만 파혼과 이혼에 이르자 영은을 더욱 불길한 존재로 여긴다. 그럼에도 도현이 영은과의 결혼을 원하자, 혼자 아이를 키우는 영은의 모습에 죄책감을 느껴 마침내 두 사람의 결혼을 허락한다.
- 임예진 : 정은숙 역

정 회장의 이복 여동생. 정 회장이 어려서부터 불쌍히 여겨 싸고 돌았다. 정략 결혼 후 세 번의 이혼과 셀 수 없는 남성 편력을 자랑하는 집안의 골칫덩어리. 자기 감정에 충실하고 직선적인 여자이다. 영은에게는 제일 편안하게 잘해준다.
- 이다진 : 정민희 역

정 회장의 딸. 유학 후 북하우스에서 고모 은숙을 도와 일한다. 도도하고 우아한 미모에 원하는 것을 다 가져야 하고 항상 모든 중심에 있어야 한다고 생각한다. 아버지와 오빠에게 사랑받는 영은을 미워한다.

### 그 외 인물
- 황정음 : 진아 역

민희의 친구이자 이 여사 친구의 딸. 피부과 전문의. 의사 엄마와 병원장의 딸로 어려서부터 정 회장네와 친분이 두터운 사이였으며, 이 여사가 며느리감으로 점찍어 밀고 있다. 밝고 상냥하면서도 야무지다. 도현과 약혼하였다가 파혼했음에도 도현을 포기하지 못한다. 강단 있고 현실 계산이 빠른 타입이다.
- 장신영 : 희진 역

영은의 초중고교 동창이자 단짝으로 의리의 여자. 집안의 가장으로 씩씩하고 입바르고 불의를 참지 못하는 성격. 바람둥이 기질이 있으나 나름의 지조도 있다. 대학교 1학년 중퇴 후 동대문에서 옷장사를 하다 망하고 인터넷으로 옷을 팔고 있다. 계모인 숙자와 친모 이상의 사이로 살고 있다. 유라와 옷을 리폼해서 인터넷상으로 판매하는 장사를 시작한다.
- 박형우 : 동우 역

희진의 남자 친구. 희진과 동종 업계에서 사업을 하는 친구. 서글서글한 성격에 사업 수완도 좋아서 희진의 어려운 일을 많이 도와준다. 희진의 마음을 사려고 애를 쓴다.
- 박정수 : 숙자 역

희진의 계모. 정 많고 손재주도 좋으나, 야무지지 못하고 잘 속아 넘어가 희진에게 야단을 듣는다. 희진의 아버지가 죽은 후 동대문 제품시장에서 재봉사로 일하여 희진과 광욱을 키웠으나 폐병을 앓게 되어 일을 그만두었다. 희진이 대학을 포기하고 가장 노릇을 하자 미안해하지만, 희진이 옷을 고쳐 팔게 되자 한몫하게 되어 목소리가 커진다.
- 유재량 : 광욱 역

숙자의 아들이자 희진의 남동생. 체육학과 2학년. 북하우스 알바를 하여 돈을 벌며 대학을 다닌다. 잘생긴 몸짱에다 마음도 여려서 모든 여자에게 친절하다. 성질나면 앞이 안 보이는 누나 희진이 세상에서 제일 무섭다. 효자와는 거리가 멀었으나 유라와 결혼 후, 갑자기 유라에게 효부 노릇을 시키려하는 바람에 싸움이 잦다.
- 윤지유 : 유라 역

광욱의 연인. 대학교 3학년. 애교 있는 귀여운 여자. 광욱의 중학교 동창으로 군대에서 휴가 나온 광욱과 다시 만나 불이 붙어 대학 편입을 온다. 임신하였다고 거짓말을 하여 광욱과 결혼한다. 미국 이민 후 불화가 심했던 부모의 갈등으로 힘들었던 상태였고 가난해도 밝은 광욱네 집이 편하다. 학교 다니면서 희진을 도와 인터넷으로 옷을 판매한다.
- 조동혁 : 지홍 역

영은의 약혼자. 정 회장의 회사 사원으로 도현의 대학 동창. 번듯한 외모와 능력을 지니고 있어 정 회장에게 영은의 남편감으로 발탁되고, 약혼까지 하게 된다. 야심이 많은, 처세술에 능한 인물로 입사 때부터 사귄 동료 송선숙에게서 아들까지 있지만 외면한다. 모든 사실이 들통나자 파혼을 당하지만 영은에게 매달린다. 이후 회사를 옮긴다.
- 고정민 : 송선숙 역

지홍의 애인. 지홍과 같은 회사 직원이었으며 연애를 하여 아이를 갖게 되었으나 버려져 현재는 4살 난 아들과 살고 있다. 여전히 지홍을 사랑하며 영은에게 모든 사실을 밝혀 파혼을 당하게 하지만, 결국은 자신이 지어낸 거짓말이라고 말하라는 지홍의 부탁을 들어준다.
- 정윤석 : 호석 역[1]

## 참고 사항
- 극 중 정은숙 역을 맡았던 임예진은 해당 드라마의 출연을 위해 그 동안 진행을 맡아 온 MBC 기분 좋은 날에서 하차하였다.[2]
- 당초 50부작으로 방영될 예정이었으나, 시청률 부진과 줄거리 고갈을 이유로 43부작으로 조기 종영되었다.[3]
- 방영 전부터 김수현의 소설 《겨울새》를 원작으로 한 작품이라는 것이 알려져 화제를 모았으나, '극 중 상황 설정이 비현실적이고, 등장인물의 캐릭터 또한 답답하다'는 비판을 받았다.[4]